# 溶质

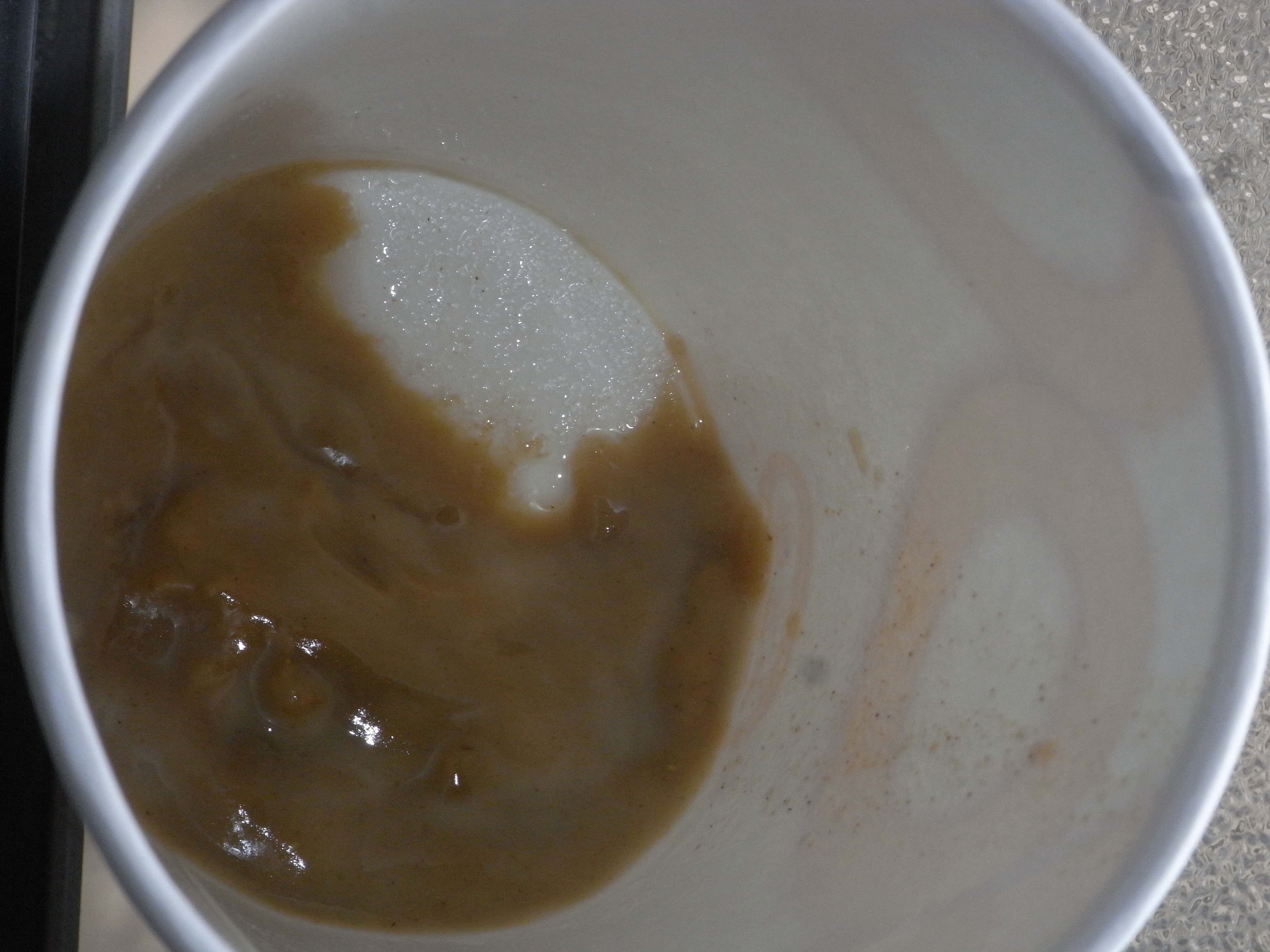
此杯內的物質又名溶質

溶质，溶液中被溶剂溶解的物质。溶质可以是固体（如溶于水中的糖）、液体（如溶于水中的酒精）、或气体（如溶于碳酸饮料中的二氧化碳）。其实在溶液中，溶质和溶剂只是一组相对的概念。一般来说，相对较多的那种物质称为溶剂，而溶解的物質就稱為溶質。